# Bartimeus

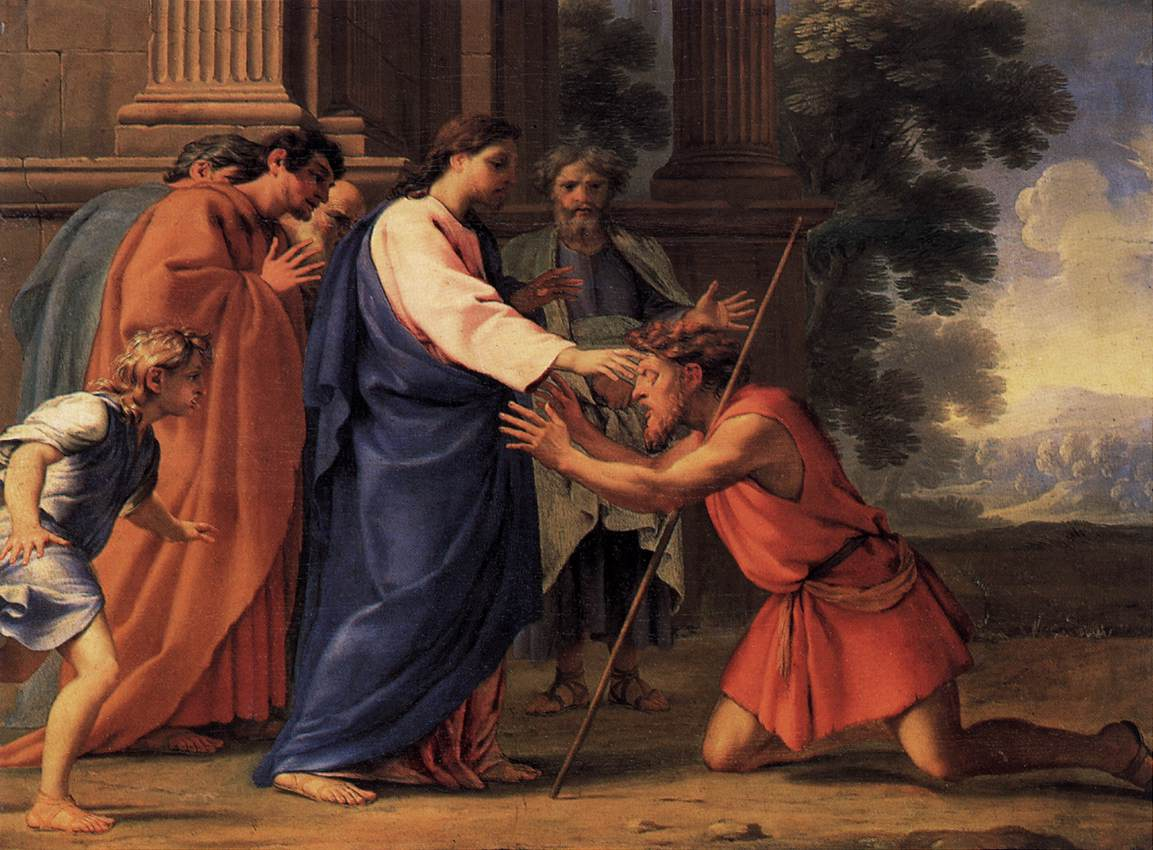
Iisus vindecând orbul, de Eustache Le Sueur, 1625-1650.

Bartimeus a fost una din persoanele vindecate de Isus, consemnată în Evanghelia după Matei (20:29-34), în cea după Marcu (10:46-52) și în cea după Luca (18:35-43).
Fiecare dintre cele trei evanghelii sinoptice povestește că Iisus l-a vindecat pe Bartimeus lângă Ierihon, după ce a ieșit din oraș, cupuț in timp înainte de patimile sale.
Marcu  povestește că un orb cu numele de Bartimeu, fiul lui Timeu, se afla pe marginea drumului, când Iisus ieșea din Ierihon, devenind unul dintre puținii oameni care au fost vindecați miraculos de Iisus. Matei  prezintă un caz similar în care doi orbi au fost vindecați în afara orașul Ierihon, dar nu le dă numele. Luca  povestește de un cerșetor orb căruia nu i se dă numele, dar plasează acest eveniment înainte de intrarea lui Iisus în Ierihon.
În toate cele trei evanghelii, Bartimeus i s-a adresat lui Isus cu apelativul "Fiu al lui David".